# بابا غنوج

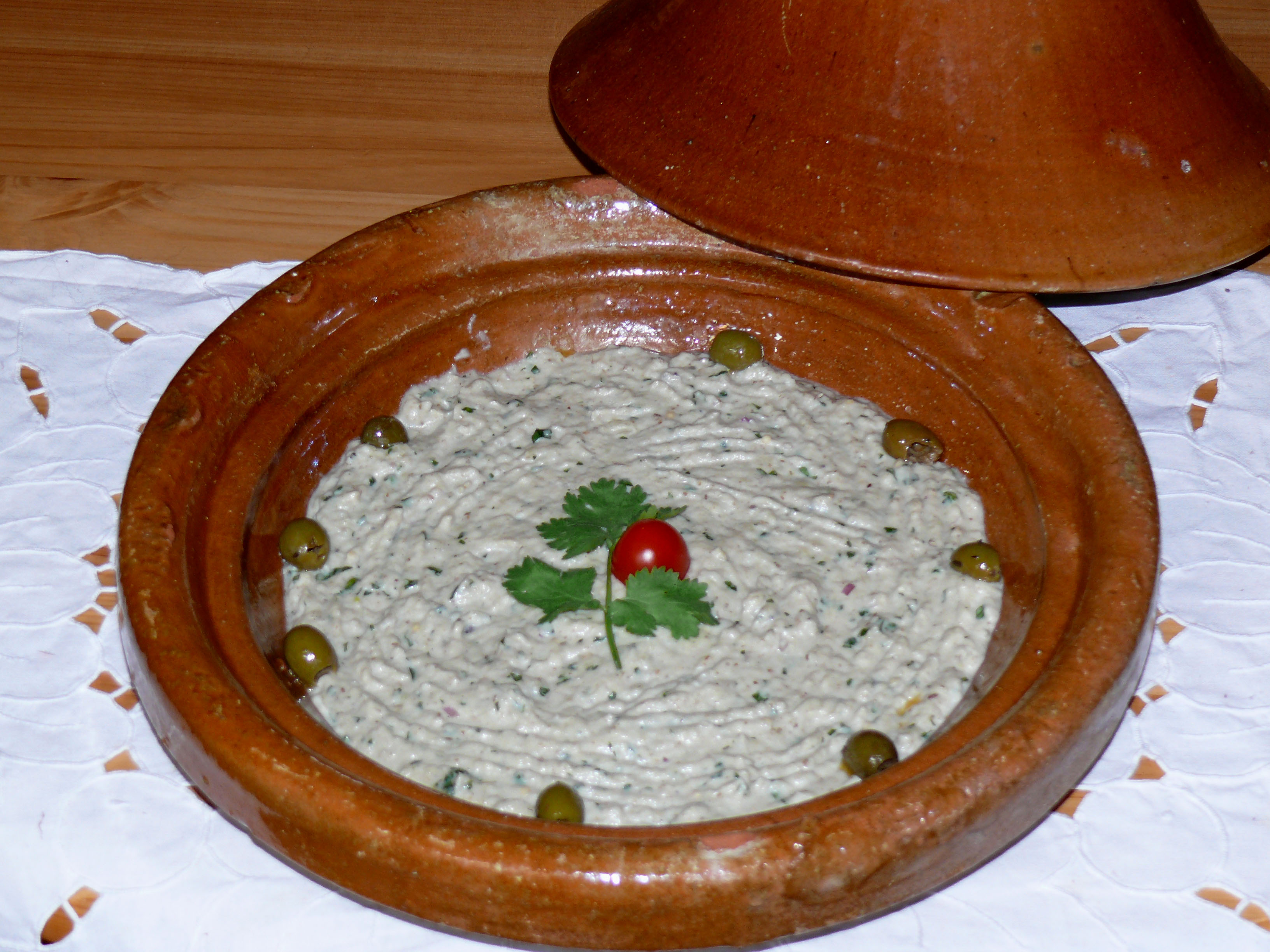
بابا غنوج

بابا غنوج أو متبّل (باليونانية: μελιτζανοσαλάτα) هو مقبل في الشرق الأوسط، يتكون بالأساس من الباذنجان.
يُحضّر بجرش الباذنجان وخلطه مع الطحينة والبهارات والمطعمات الأخرى المنوعة من ضمنها الثوم. عادة ما يشوى الباذنجان على نار مفتوحة قبل التقشير، حتى يصبح فيه طعم مدخن.
المتبل هو مشتق عن البابا غنوج حيث يستخدم نفس الوصفة بالإضافة إلى اللبن الكثيف.
طبق  من المقبّلات الشّاميّة، وقد اشتهر في مصر، ويعدّ ملك المقبّلات إلى جانب الطّبق الرّئيسيّ. ويتكوّن بالأساس من الباذنجان.

## التسمية
تشير رواية شعبية إلى أن أصل التسمية يرجع إلى «قصّة قسّ عاش في القرن الأول بعد الميلاد، وكان محبوبا بين تلاميذه ورعيّته في منطقة الشّام. كان هذا القسّ المسيحيّ معروف بطيبته وشهامته يدعى «غنّوج»، وكان النّاس يأتون إليه مع الهدايا، ومن بين هؤلاء كان هناك شخص فقير أراد أن يقدّم له طبقا مثله مثل بقيّة النّاس، لكنّ هذا الرّجل الفقير لم يكن باستطاعته أن يحضر للقسّ «غنّوج» طبقا شهيّا كونه كان معدوم الحال، فقرّر أن يصنع له طبقا خاصّا من المكوّنات المتواجدة لديه من باذنجان وخضار. وبالفعل قام هذا الرّجل بتحضير الطّبق وقدّمه للبابا غنّوج الّذي قبله، ومن هنا جاءت تسميته بابا غنّوج».

## طريقة التّحضير
- يتمّ شيّ حبّة باذنجان على نارٍ هادئةٍ وتمريرها فوق الغاز حتى يضيف ذلك عليها الطّعم المدخّن.
- يتمّ تقشير حبّة الباذنجان وتُهرس برفقٍ حتّى تصبح مهروسة بالكامل.
- يتمّ وضع خليط الباذنجان في الخلّاط الكهربائيّ، ويُضاف فوقه كأسا من الطّحينة، ويتمّ خفقها بشكل جيّد.
- يضاف الملح وعصير اللّيمون الحامض والشّطّة والكمّون إلى المكوّنات السّابقة وخفقها حتّى تصبح ناعمة.
- يوضع الخليط كاملا بطبق مناسب ويُزيّن بزيت الزّيتون والجوز، وبذلك يكون الطّبق جاهزا للأكل.[3]

## فوائد الباذنجان
حسب الدّراسات أنّ للباذنجان فائدة كبيرة لصحّة القلب والشّرايين يحتوي على مضادّات الأكسدة التي تقي الجسم بالإصابة من أمراض القلب وتصلّب الشّرايين.

## المعلومات الغذائية
تحتوي كل وجبة من البابا غنوج (80غ تقريباً) بحسب موقع شهية، على المعلومات الغذائية التالية:
- السعرات الحرارية: 52
- الدهون: 4
- الدهون مشبعة: 1
- الكوليسترول: 0
- الكاربوهيدرات: 5
- البروتينات: 1